# Charlie Dempsey
Bailey Matthews (Blackpool, Inglaterra, Reino Unido; 30 de diciembre de 1996) es un luchador profesional inglés. Actualmente trabaja para la empresa WWE, en el territorio de desarrollo NXT.

## Carrera en la lucha libre profesional

### Entrenamiento y circuito independiente (2018-2022)
El 9 de febrero de 2018, Matthews hizo su debut en la lucha libre para All Star Wrestling como Joe Bailey, donde fue derrotado por Tony Spitfire. A lo largo de 2019 y 2020, Bailey haría apariciones en Progress Wrestling, Westside Xtreme Wrestling (wXw) y Evolve.
En 2020, Matthews se uniría a NJPW como Young Lion. Aunque nunca terminaría apareciendo por la empresa, pues luego se marcharía a WWE.
En 2022, Matthews regresaría a Progress Wrestling, bajo su nombre de ring Charlie Dempsey. Compitió en el Torneo Super Strong Style 16, donde derrotó a Charles Crowley en la primera ronda y fue derrotado por Chris Ridgeway en los cuartos de final.

### WWE (2021-presente)

#### NXT UK (2021-2022)
En enero de 2021, Matthews firmó con WWE, donde fue asignado a la marca NXT UK. Matthews más tarde volvería al nombre de ring, Charlie Dempsey. Dempsey haría su debut en NXT UK emitido el 25 de febrero, donde fue derrotado por Tyler Bate.
Más tarde, Dempsey se uniría a Teoman y Rohan Raja para formar Die Familie. Die Familie comenzaría un feudo con Gallus. En la emisión del 18 de noviembre de NXT UK, Die Familie derrotó a Gallus en su primer combate como equipo. Die Familie también comenzaría un feudo con A-Kid. En la emisión del 10 de marzo de 2022 de NXT UK, Dempsey derrotaría a A-Kid. Más tarde, A-Kid desafiaría a Matthews a un Heritage Cup Rules Match. Esto tendría lugar en la edición del 21 de abril de NXT UK, donde Dempsey ganó 2-1 en el sexto asalto.
Dempsey competiría en un torneo por el Campeonato del Reino Unido NXT, donde perdió ante Oliver Carter en la Primera Ronda. Este terminaría siendo el último combate de Dempsey para NXT UK. En agosto de 2022, Dempsey pasaría a la marca NXT.

#### NXT (2023-presente)
En la edición de NXT del 14 de febrero de 2023, Dempsey comenzaría a asociarse con Drew Gulak, donde Gulak serviría como maestro para Dempsey. En el episodio de NXT del 18 de abril de 2023, Dempsey desafiaría a Wes Lee por el Campeonato Norteamericano de NXT, el cual perdió. En los meses siguientes, Dempsey y Gulak formarían No Quarter Catch Crew, donde más tarde se les unirían Myles Borne y Damon Kemp.
A lo largo de agosto y septiembre, Dempsey competiría en el NXT Global Heritage Invitational para coronar al contendiente número uno de la NXT Heritage Cup. Terminaría obteniendo 0 puntos, ya que perdería ante luchadores como Axiom, Tyler Bate y Butch. En el episodio de NXT del 13 de diciembre de 2023, Dempsey estaría involucrado en un combate de triple amenaza por el Campeonato Norteamericano NXT con Joe Coffey y el Campeón Norteamericano, Dragon Lee, quien retendría su título.
En el episodio de NXT del 27 de febrero de 2024, Dempsey derrotaría a Noam Dar 2 a 1 para convertirse en el nuevo Campeón de la Copa Heritage de NXT, que es el primer logro de su carrera. En NXT Roadblock, Dempsey y No Quarter Catch Crew anunciaron que la NXT Heritage Cup será defendida por todo el grupo bajo la "Cláusula Catch". El 4 de abril, hizo una aparición sorpresa en GCW Josh Barnett's Bloodsport X (representando a NXT) derrotando a Matt Makowski. En el episodio de NXT del 9 de abril, interfirió a favor de sus compañeros de No Quarter Catch Crew (Borne & Kemp) durante su combate contra The Family (Channing "Stacks" Lorenzo & Luca Crusifino).

### All Japan Pro Wrestling (2023-2024)
El 24 de diciembre, se anunció que Dempsey se dirigiría a All Japan Pro Wrestling. Dempsey hizo su debut en AJPW el 31 de diciembre, donde haría equipo con Yuma Anzai para enfrentar a LEONA y Tatsumi Fujinami en un esfuerzo victorioso.
En la noche 2 de New Year Giant Series, Dempsey desafiaría a Katsuhiko Nakajima por el Campeonato Peso Pesado de Triple Corona, que ganó Nakajima.

## Campeonatos y logros
- WWE 
  - NXT Heritage Cup (2 veces)